# Municipio de Salvador Alvarado

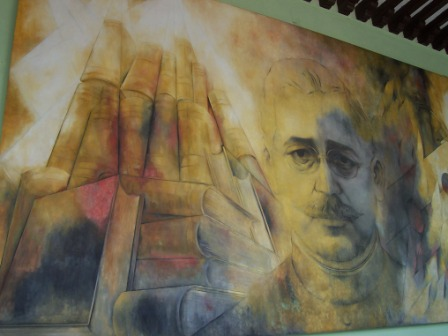
Salvador Alvarado en un mural del pintor yucateco Fernando Castro Pacheco.

El municipio de Salvador Alvarado es uno de los 20 municipios en que se encuentra dividido el estado mexicano de Sinaloa, localizado en la zona centronorte del estado. Su cabecera municipal es Guamúchil y es el 7.º municipio más poblado del estado.
Recibe su nombre en homenaje al general Salvador Alvarado, militar y sinaloense ilustre, que combatió en la Revolución mexicana, bajo las órdenes de Venustiano Carranza y quien gobernó el estado de Yucatán entre 1917 y 1918.

## Escudo
El escudo de armas del municipio de Salvador Alvarado en el estado de Sinaloa, México fue diseñado por la diseñadora gráfica Rosi Aragón Okamura. Este se forma de cuatro cuarteles y en conjunto representan a las tierras y las aguas del municipio.
Primer cuartel: Se puede observar una montaña y unas ondas de agua que simbolizan al cerro Mochomo y al río Evora, ya que estos símbolos son encontrados dentro del municipio.
Segundo cuartel: Se ve una locomotora y representa al ferrocarril del Pacífico, esta vía de comunicación marcó el inicio del progreso de estas tierras.
Tercer cuartel: Representan los utensilios primitivos que fueron utilizados en el comercio.
Cuarto cuartel: Se observan semillas de garbanzo, producto emblemático de la agricultura de la región.
En la parte central del escudo figura un hombre con los brazos extendidos y abiertos al progreso.

## Geografía
Salvador Alvarado se encuentra localizado en la zona centro-norte del estado de Sinaloa, tiene una extensión territorial de 1,197.5 km², que representan el 2.1% del total del estado y lo convierte en el municipio menos extenso del estado; sus coordenadas extremas son 25°11′3″ a 25° 43' 47" de latitud norte y 107°44′0″ a 108° 12' 11" de longitud oeste. Limita al norte con el municipio de Sinaloa y con el municipio de Guasave, al oeste y al sur con el municipio de Angostura y al este con el municipio de Mocorito.

### Orografía e hidrografía
La mayor parte del territorio de Salvador Alvarado se encuentra ubicado en la llanura costera del Pacífico, por lo cual es mayormente plano, solamente en su sector este se encuentra algunas elevaciones de poca altitud, llegando a alcanzar un máximo de 684 metros sobre el nivel del mar, estas son la Sierra de Álamo que se extiende en dirección noroeste-sureste en la zona central del municipio y en el sur se localiza la Sierra del Pinto, que recorre el municipio en sentido norte-sur.
La principal corriente del municipio es el río Mocorito, que lo recorre proviendo del municipio del mismo nombre y continúa hacia el de Angostura, donde desemboca en el Océano Pacífico, en Salvador Alvarado el río Mocorito recibe el caudal de pequeños afluentes como los arroyos de la Ciénega, Palmar de los Leal, Del Valle, La Huerta y Comanito; en el límite entre Salvador Alvarado y Mocorito el río es represado en la Presa Eustaquio Buelna. Junto al río Mocorito se encuentran las principales poblaciones del municipio, entre ellas la cabecera municipal, la ciudad de Guamúchil. Todo el territorio de Salvador Alvarado pertenece a la Cuenca del río Mocorito y la Región hidrológica Sinaloa.

### Clima y ecosistemas
La mayor parte del territorio del municipio registra un clima Semiseco muy cálido y cálido, mientras que en la zona noroeste del territorio el clima que registra se encuentra claficado como Seco semicálido; la temperatura media anual de todo el municipio es de 20 a 22 °C; mientras que la precipitación media anual se divide en dos zonas, en la más oriental correspondiente a las elevaciones del municipio, el promedio va de 600 a 700 mm, mientras que en el resto del municipio es de 500 a 600 mm.
Debido a las grandes obras hidrológicas en que es aprovechada en caudal de los números ríos del estado, la enorme mayoría del territorio de Salvador Alvarado está dedicado a la agricultura de riego, siendo como todo el estado uno de los grandes productores de productos agropecuarios, Solamente pequeñas zonas no dedicadas a la agricultura localizadas en extremos noroeste y su el municipio están cubiertas por selva baja caducifolia.

## Demografía
La población total de Salvador Alvarado es de 76,537 habitantes, de los cuales 37,194 son hombres y 39,343 son mujeres, todo ello de acuerdo con los resultados del Conteo de Población y Vivienda de 2005 realizado por el Instituto Nacional de Estadística y Geografía. El porcentaje de hombres entre la población es de 48.6%, 29.9% de la población tiene menos de 15 años de edad, y el 61.6% se encuentra entre los 15 y los 64 años, el 87% de la población es urbana al residir en localidades mayores de 2,500 habitantes y únicamente el 0.4% de la población de 5 años y más es hablante de alguna lengua indígena.

### Localidades
El municipio se encuentra integrado por un total de 93 localidades, las 10 principales y su población del censo 2010 son las siguientes:
| Localidad                               | Población (2010) |
| --------------------------------------- | ---------------- |
| Guamúchil                               | 63,743           |
| Benito Juárez                           | 5,480            |
| Gabriel Leyva Velázquez (La Escalera)   | 776              |
| El Salitre                              | 754              |
| Tultita                                 | 716              |
| El Taballal                             | 577              |
| Caitime                                 | 541              |
| Cruz Blanca                             | 538              |
| Rodolfo Sánchez Taboada (Las Lagunitas) | 504              |
| Álamo de los Montoya                    | 419              |
| Total municipio                         | 79,085           |

## Política
El municipio de Salvador Alvarado fue creado por el decreto número 280 del Congreso de Sinaloa del 22 de febrero de 1962, hasta ese momento era parte del municipio de Mocorito, la cabecera del nuevo municipio fue desde un inicio la villa de Guamúchil, elevada a categoría de ciudad en 1968.
El gobierno del municipio le corresponde al Ayuntamiento, y un cabildo formado por 16 regidores, de estos 11 son electos por el principio de mayoría relativa y 7 por el de representación proporcional, el ayuntamiento es electo por un periodo de tres años no reelegibles para el periodo consecutivo pero si de forma no continúa, todos los funcionarios entran a ejercer su cargo el día 1 de enero del año siguiente a su elección.

### División administrativa
Para su régimen interior el municipio de Salvador Alvarado se divide en tres sindicaturas, los síndicos son electos por consulta popular por medio de planillas y duran en su encargo tres años, las tres sindicaturas son: Central, Benito Juárez y Cacalotita.

### Representación legislativa
Para la elección de diputados locales al Congreso de Sinaloa y de diputados federales a la Cámara de Diputados de México, el municipio se encuentra integrado en los siguientes distritos electorales:
Local:
- IX Distrito Electoral Local de Sinaloa con cabecera en Guamúchil.

Federal:
- III Distrito Electoral Federal de Sinaloa con cabecera en Guamúchil.[14]

### Presidentes municipales
- (1962 - 1965): Alberto Vega Chávez
- (1965 - 1968): Alfredo Díaz Angulo
- (1968 - 1971): Álvaro Pérez García
- (1971 - 1974): Florentino Camacho Rivera
- (1975 - 1977): Efrén Gallardo Fuentes
- (1978 - 1980): José Regino López Acosta
- (1981 - 1983): Eduardo de Jesús Rodríguez Villaverde
- (1984 - 1986): Alfredo Díaz Angulo
- (1987 - 1989): Fernando Díaz de la Vega
- (1989): Juan León Reyes
- (1990 - 1992): Hugo López Pérez
- (1993 - 1995): David Miranda Valdez
- (1996 - 1998): Roberto Gastélum Castro
- (1999 - 2001): Jaime Irízar López
- (2002 - 2004): Adolfo Rojo Montoya
- (2005 - 2007): Alfonso Inzunza Montoya
- (2008 - 2010): Jorge Casal González
- (2011 - 2013): Gonzalo Camacho Angulo
- (2014 - 2016): Liliana Cárdenas Valenzuela
- (2017 - 2018): Carlo Mario Ortiz Sánchez
- (2018 - 2020): Carlo Mario Ortiz Sánchez †[15]
- (2020 - 2021): Pier Angely Camacho Montoya
- (2021 - 2024): Armando Camacho Aguilar
- (2024 - 2027): Guadalupe López González